# Euphyia infundibulata
Euphyia infundibulata là một loài bướm đêm trong họ Geometridae.